# Elecciones municipales de 1991 en Asturias
Las Elecciones municipales españolas de 1991 se realizaron el domingo 26 de mayo de 1991 arrojaron en el Principado de Asturias un resultado de:

## Municipios

#### Allande
- Alcalde: Jesús Jardón Rodríguez (PSOE)
- Gobierno municipal: PSOE

| Partido                                           | votos   | % votos     | Ediles |
| ------------------------------------------------- | ------- | ----------- | ------ |
| Partido Socialista Obrero Español Partido Popular | 897 686 | 52,67 40,28 | 6 5    |

#### Aller
- Alcalde: Gabriel Pérez Villalta (PSOE)
- Gobierno municipal: PSOE e IU

| Partido | votos                   | % votos                   | Ediles |
| --- | ----------------------- | ------------------------- | ------ |
| Partido Socialista Obrero Español Partido Popular Izquierda Unida Coalición Asturiana Centro Democrático y Social | 4.415 3.085 827 660 616 | 45,7 31,94 8,56 6,83 6,38 | 8 6 1  |

#### Amieva
- Alcalde: Ángel Collado Rivero (PP)
- Gobierno municipal: PP (en minoría)

| Partido                                                                               | votos          | % votos                 | Ediles |
| ------------------------------------------------------------------------------------- | -------------- | ----------------------- | ------ |
| Partido Popular Partido Socialista Obrero Español Coalición Asturiana Izquierda Unida | 203 183 162 74 | 31,04 27,98 24,77 11,31 | 3 2 1  |

#### Avilés
- Alcalde: Santiago Jesús Rodríguez Vega (PSOE)
- Gobierno municipal: PSOE y CDS

| Partido                                                                                       | votos                     | % votos                | Ediles   |
| --------------------------------------------------------------------------------------------- | ------------------------- | ---------------------- | -------- |
| Partido Socialista Obrero Español Partido Popular Izquierda Unida Centro Democrático y Social | 16.926 10.523 7.624 2.538 | 42,55 26,46 19,17 6,38 | 12 7 5 1 |

#### Belmonte de Miranda
- Alcalde: Roberto Pérez López (PSOE)
- Gobierno municipal: PSOE

| Partido                                                           | votos         | % votos           | Ediles |
| ----------------------------------------------------------------- | ------------- | ----------------- | ------ |
| Partido Socialista Obrero Español Partido Popular Izquierda Unida | 1.126 393 196 | 65,09 22,72 11,82 | 8 2 1  |

#### Bimenes
- Alcalde: Joaquín García Gutiérrez (IU)
- Gobierno municipal: IU

| Partido                                                           | votos       | % votos           | Ediles |
| ----------------------------------------------------------------- | ----------- | ----------------- | ------ |
| Izquierda Unida Partido Socialista Obrero Español Partido Popular | 779 439 319 | 50,36 28,38 20,62 | 6 3 2  |

#### Boal
- Alcalde: Ana Mercedes Fernández Riopedre (PSOE) (hasta el 5 de febrero de 1992)

María Fidelina Pérez Díaz (PSOE) (desde el 5 de febrero de 1992)
- Gobierno municipal: PSOE e IU

| Partido                                                                                       | votos           | % votos                | Ediles |
| --------------------------------------------------------------------------------------------- | --------------- | ---------------------- | ------ |
| Partido Socialista Obrero Español Partido Popular Centro Democrático y Social Izquierda Unida | 840 636 197 171 | 45,38 34,36 10,64 9,24 | 5 4 1  |

#### Cabrales
- Alcalde: José Antonio Pérez Prieto (PP)
- Gobierno municipal: PP y CDS

| Partido                                                                       | votos       | % votos          | Ediles |
| ----------------------------------------------------------------------------- | ----------- | ---------------- | ------ |
| Partido Popular Partido Socialista Obrero Español Centro Democrático y Social | 743 721 147 | 45,72 44,37 9,05 | 5 1    |

#### Cabranes
- Alcalde: Joaquín Alejo Llorís Calle (PP)
- Gobierno municipal: PP

| Partido                                           | votos   | % votos     | Ediles |
| ------------------------------------------------- | ------- | ----------- | ------ |
| Partido Popular Partido Socialista Obrero Español | 540 446 | 54,55 45,05 | 5 4    |

#### Candamo
- Alcalde: José Luis Fernández Fernández (PSOE) (hasta el 1 de febrero de 1993)

José Antonio García Vega (PSOE) (desde el 3 de febrero de 1993)
- Gobierno municipal: PSOE

| Partido                                           | votos     | % votos     | Ediles |
| ------------------------------------------------- | --------- | ----------- | ------ |
| Partido Socialista Obrero Español Izquierda Unida | 1.124 276 | 71,37 17,52 | 9 2    |

#### Cangas de Onís
- Alcalde: Alfredo García Álvarez (PSOE)
- Gobierno municipal: PSOE

| Partido                                                                       | votos           | % votos         | Ediles |
| ----------------------------------------------------------------------------- | --------------- | --------------- | ------ |
| Partido Socialista Obrero Español Partido Popular Centro Democrático y Social | 1.746 1.390 236 | 48,3 38,45 6,53 | 7 5 1  |

#### Cangas del Narcea
- Alcalde: José Manuel Cuervo Fernández (PSOE)
- Gobierno municipal: PSOE

| Partido                                                                               | votos               | % votos                | Ediles   |
| ------------------------------------------------------------------------------------- | ------------------- | ---------------------- | -------- |
| Partido Socialista Obrero Español Partido Popular Izquierda Unida Coalición Asturiana | 3.309 1.785 963 397 | 49,31 26,60 14,35 5,92 | 11 6 3 1 |

#### Caravia
- Alcalde: Francisco Fernández Rivero (PP)
- Gobierno municipal: PP

| Partido                                                           | votos      | % votos           | Ediles |
| ----------------------------------------------------------------- | ---------- | ----------------- | ------ |
| Partido Popular Partido Socialista Obrero Español Izquierda Unida | 191 135 74 | 47,16 33,33 18,27 | 4 2 1  |

#### Carreño
- Alcalde: José Luis Vega Fernández (IU)
- Gobierno municipal: IU

| Partido                                                                                       | votos               | % votos                | Ediles |
| --------------------------------------------------------------------------------------------- | ------------------- | ---------------------- | ------ |
| Izquierda Unida Partido Socialista Obrero Español Partido Popular Centro Democrático y Social | 3.114 1.078 983 464 | 53,63 18,57 16,93 7,99 | 10 3 1 |

#### Caso
- Alcalde: José Antonio Miguel Gao (PSOE)
- Gobierno municipal: PSOE e IU

| Partido                                                           | votos       | % votos           | Ediles |
| ----------------------------------------------------------------- | ----------- | ----------------- | ------ |
| Partido Popular Partido Socialista Obrero Español Izquierda Unida | 458 438 330 | 35,64 34,09 25,68 | 4 3    |

#### Castrillón
- Alcalde: Luis Ferro Castaño (PSOE)
- Gobierno municipal: PSOE e IU

| Partido                                                                                       | votos                   | % votos                | Ediles  |
| --------------------------------------------------------------------------------------------- | ----------------------- | ---------------------- | ------- |
| Partido Socialista Obrero Español Partido Popular Izquierda Unida Centro Democrático y Social | 3.319 2.902 2.082 1.107 | 33,57 29,35 21,06 11,2 | 8 6 5 2 |

#### Castropol
- Alcalde: Domingo Martínez Fernández (PSOE)
- Gobierno municipal: PSOE

| Partido                                                           | votos         | % votos           | Ediles |
| ----------------------------------------------------------------- | ------------- | ----------------- | ------ |
| Partido Socialista Obrero Español Partido Popular Izquierda Unida | 1.292 717 288 | 53,08 29,46 11,83 | 8 4 1  |

#### Coaña
- Alcalde: Celestino Benigno González Pérez (PSOE) (hasta el 17 de junio de 1992)

Julia García López (PSOE) (desde el 10 de julio de 1992)
- Gobierno municipal: PSOE

| Partido                                                                                       | votos             | % votos                | Ediles |
| --------------------------------------------------------------------------------------------- | ----------------- | ---------------------- | ------ |
| Partido Socialista Obrero Español Partido Popular Centro Democrático y Social Izquierda Unida | 1.210 511 362 183 | 53,12 22,43 15,89 8,03 | 6 2 1  |

#### Colunga
- Alcalde: Víctor Llera Braña (PP)
- Gobierno municipal: PP

| Partido                                                                                                | votos             | % votos                 | Ediles  |
| --- | ----------------- | ----------------------- | ------- |
| Partido Popular Partido Socialista Obrero Español Agrupación Independiente por Colunga Izquierda Unida | 1.271 578 330 278 | 47,18 21,46 12,25 10,32 | 7 3 2 1 |

#### Corvera de Asturias
- Alcalde: Víctor Manuel Álvarez León (PSOE)
- Gobierno municipal: PSOE y CDS

| Partido | votos                     | % votos                      | Ediles  |
| --- | ------------------------- | ---------------------------- | ------- |
| Partido Socialista Obrero Español Independientes Partido Popular Izquierda Unida Centro Democrático y Social | 3.365 1.661 1.150 932 629 | 44,19 20,03 13,87 11,24 7,58 | 8 4 2 1 |

#### Cudillero
- Alcalde: Francisco González Méndez (PSOE)
- Gobierno municipal: PSOE

| Partido                                                                                 | votos         | % votos           | Ediles |
| --------------------------------------------------------------------------------------- | ------------- | ----------------- | ------ |
| Partido Socialista Obrero Español Partido Popular Agrupación Independiente de Cudillero | 2.254 876 789 | 53,22 20,68 18,63 | 8 3 2  |

#### Degaña
- Alcalde: José María Vega Toimil (PSOE)
- Gobierno municipal: PSOE y CAST

| Partido                                                                               | votos          | % votos               | Ediles |
| ------------------------------------------------------------------------------------- | -------------- | --------------------- | ------ |
| Partido Socialista Obrero Español Izquierda Unida Partido Popular Coalición Asturiana | 430 336 176 96 | 41,23 32,21 16,87 9,2 | 4 3 1  |

#### El Franco
- Alcalde: Agustín da Costa García (IND)
- Gobierno municipal: IND

| Partido                                                                      | votos         | % votos       | Ediles |
| ---------------------------------------------------------------------------- | ------------- | ------------- | ------ |
| Independientes Partido Socialista Obrero Español Centro Democrático y Social | 1.506 697 332 | 58,99 27,3 13 | 7 3 1  |

#### Gijón
- Alcalde: Vicente Alberto Álvarez Areces (PSOE)
- Gobierno municipal: PSOE y UGJ

| Partido                                                                           | votos                       | % votos                 | Ediles |
| --------------------------------------------------------------------------------- | --------------------------- | ----------------------- | ------ |
| Partido Socialista Obrero Español Partido Popular Unidad Gijonesa Izquierda Unida | 42.922 29.822 13.127 13.093 | 38,05 26,49 11,64 11,61 | 12 9 3 |

#### Gozón
- Alcalde: Emilio Salustiano Santos Fuertes (PSOE)
- Gobierno municipal: PSOE e IU

| Partido                                                                                       | votos                 | % votos                 | Ediles  |
| --------------------------------------------------------------------------------------------- | --------------------- | ----------------------- | ------- |
| Partido Popular Partido Socialista Obrero Español Izquierda Unida Centro Democrático y Social | 1.832 1.731 1.188 639 | 33,22 31,39 21,55 11,59 | 6 5 4 2 |

#### Grado
- Alcalde: José Sierra Fernández (IU)
- Gobierno municipal: IU

| Partido | votos                   | % votos                     | Ediles  |
| --- | ----------------------- | --------------------------- | ------- |
| Izquierda Unida Partido Socialista Obrero Español Partido Popular Centro Democrático y Social Candidatura Independiente Moscona | 3.196 1.388 958 553 332 | 49,49 21,49 14,83 8,56 5,14 | 9 4 2 1 |

#### Grandas de Salime
- Alcalde: José Cachafeiro Valladares (CDS)
- Gobierno municipal: CDS

| Partido                                                                       | votos      | % votos          | Ediles |
| ----------------------------------------------------------------------------- | ---------- | ---------------- | ------ |
| Centro Democrático y Social Partido Socialista Obrero Español Partido Popular | 505 222 84 | 59,41 26,12 9,88 | 6 2 1  |

#### Ibias
- Alcalde: José María Cancio Cancio (CDS)
- Gobierno municipal: CDS

| Partido                                                                       | votos       | % votos           | Ediles |
| ----------------------------------------------------------------------------- | ----------- | ----------------- | ------ |
| Centro Democrático y Social Partido Socialista Obrero Español Izquierda Unida | 712 471 279 | 47,34 31,32 18,55 | 6 3 2  |

#### Illano
- Alcalde: Leandro López Fernández (PSOE)
- Gobierno municipal: PSOE

| Partido                                                       | votos   | % votos    | Ediles |
| ------------------------------------------------------------- | ------- | ---------- | ------ |
| Partido Socialista Obrero Español Centro Democrático y Social | 292 129 | 57,03 25,2 | 5 2    |

#### Illas
- Alcalde: Margarita Fernández Menéndez (PP)
- Gobierno municipal: PP y CDS

| Partido                                                                                       | votos          | % votos               | Ediles |
| --------------------------------------------------------------------------------------------- | -------------- | --------------------- | ------ |
| Partido Popular Partido Socialista Obrero Español Izquierda Unida Centro Democrático y Social | 382 319 106 88 | 42,16 36,31 11,7 9,71 | 4 3 1  |

#### Langreo
- Alcalde: Francisco González Zapico (PSOE)
- Gobierno municipal: PSOE (en minoría)

| Partido                                                                                       | votos                   | % votos                | Ediles   |
| --------------------------------------------------------------------------------------------- | ----------------------- | ---------------------- | -------- |
| Partido Socialista Obrero Español Izquierda Unida Partido Popular Centro Democrático y Social | 9.956 8.056 4.346 1.608 | 40,02 32,38 17,47 6,46 | 11 9 4 1 |

#### Las Regueras
- Alcalde: José Miguel Tamargo Suárez (PSOE)
- Gobierno municipal: PSOE (en minoría)

| Partido                                                                                       | votos           | % votos                 | Ediles |
| --------------------------------------------------------------------------------------------- | --------------- | ----------------------- | ------ |
| Partido Socialista Obrero Español Partido Popular Centro Democrático y Social Izquierda Unida | 398 369 309 278 | 28,57 26,49 22,18 19,96 | 3 2    |

#### Laviana
- Alcalde: Ovidio Martínez Morán (PSOE)
- Gobierno municipal: PSOE, IND y CDS

| Partido | votos                   | % votos                    | Ediles  |
| --- | ----------------------- | -------------------------- | ------- |
| Partido Socialista Obrero Español Izquierda Unida Partido Popular Independientes Centro Democrático y Social | 3.394 2.558 885 700 510 | 41,5 31,28 10,82 8,56 6,24 | 7 6 2 1 |

#### Lena
- Alcalde: Enrique Fernández Lobo (IU)
- Gobierno municipal: IU (en minoría)

| Partido                                                           | votos             | % votos           | Ediles |
| ----------------------------------------------------------------- | ----------------- | ----------------- | ------ |
| Izquierda Unida Partido Socialista Obrero Español Partido Popular | 2.701 2.303 1.715 | 36,86 31,43 23,41 | 7 6 4  |

#### Llanera
- Alcalde: Rafael Areces Fernández (PSOE)
- Gobierno municipal: PSOE

| Partido                                                                                       | votos               | % votos                | Ediles   |
| --------------------------------------------------------------------------------------------- | ------------------- | ---------------------- | -------- |
| Partido Socialista Obrero Español Partido Popular Centro Democrático y Social Izquierda Unida | 2.723 1.225 595 304 | 54,72 24,62 11,96 6,11 | 10 4 2 1 |

#### Llanes
- Alcalde: Antonio Ramón María Trevín Lombán (PSOE) (hasta el 19 de  junio de 1993)

Manuel Esteban Miguel Amieva (PSOE) (desde el 21 de junio de 1993)
- Gobierno municipal: PSOE

| Partido                                                                       | votos           | % votos          | Ediles |
| ----------------------------------------------------------------------------- | --------------- | ---------------- | ------ |
| Partido Socialista Obrero Español Partido Popular Centro Democrático y Social | 4.549 2.312 792 | 58,44 29,7 10,17 | 11 5 1 |

#### Mieres
- Alcalde: Gustavo Losa Martínez (PSOE)
- Gobierno municipal: PSOE y CDS

| Partido | votos                         | % votos                   | Ediles     |
| --- | ----------------------------- | ------------------------- | ---------- |
| Partido Socialista Obrero Español Izquierda Unida Partido Popular Centro Democrático y Social Independientes | 9.970 5.764 4.534 1.693 1.349 | 38,3 22,15 17,42 6,5 5,18 | 11 6 5 2 1 |

#### Morcín
- Alcalde: Juan Manuel Rionda Mier (IU)
- Gobierno municipal: IU y CDS

| Partido                                                                                       | votos           | % votos                | Ediles |
| --------------------------------------------------------------------------------------------- | --------------- | ---------------------- | ------ |
| Izquierda Unida Partido Socialista Obrero Español Partido Popular Centro Democrático y Social | 871 689 193 155 | 45,32 35,85 10,04 8,06 | 5 4 1  |

#### Muros de Nalón
- Alcalde: José Manuel Alonso Delgado (PSOE)
- Gobierno municipal: PSOE

| Partido                                           | votos     | % votos     | Ediles |
| ------------------------------------------------- | --------- | ----------- | ------ |
| Partido Socialista Obrero Español Partido Popular | 1.332 538 | 67,44 27,24 | 8 3    |

#### Nava
- Alcalde: Emilio Ramón Ballesteros Castro (PSOE)
- Gobierno municipal: PSOE y CAST

| Partido                                                               | votos           | % votos          | Ediles |
| --------------------------------------------------------------------- | --------------- | ---------------- | ------ |
| Partido Popular Partido Socialista Obrero Español Coalición Asturiana | 1.588 1.380 233 | 44,74 38,88 7,97 | 6 1    |

#### Navia
- Alcalde: Manuel Bedia Alonso (PP)
- Gobierno municipal: PP

| Partido                                                           | votos           | % votos          | Ediles |
| ----------------------------------------------------------------- | --------------- | ---------------- | ------ |
| Partido Popular Partido Socialista Obrero Español Izquierda Unida | 2.478 1.745 353 | 50,59 35,63 7,21 | 7 5 1  |

#### Noreña
- Alcalde: Aurelio Quirós Argüelles (CDS)
- Gobierno municipal: CDS

| Partido                                                                                       | votos             | % votos                | Ediles |
| --------------------------------------------------------------------------------------------- | ----------------- | ---------------------- | ------ |
| Centro Democrático y Social Partido Socialista Obrero Español Partido Popular Izquierda Unida | 1.184 542 489 245 | 47,55 21,77 19,64 9,84 | 6 2 1  |

#### Onís
- Alcalde: José Antonio Gutiérrez González (PSOE)
- Gobierno municipal: PSOE

| Partido                                                                       | votos      | % votos           | Ediles |
| ----------------------------------------------------------------------------- | ---------- | ----------------- | ------ |
| Partido Socialista Obrero Español Partido Popular Centro Democrático y Social | 360 234 84 | 52,48 34,11 12,24 | 5 3 1  |

#### Oviedo
- Alcalde: Gabino de Lorenzo Ferrera (PP)
- Gobierno municipal: PP y CDS (hasta 1994)

PP y Grupo Mixto (desde 1994)
| Partido                                                                                       | votos                     | % votos               | Ediles  |
| --------------------------------------------------------------------------------------------- | ------------------------- | --------------------- | ------- |
| Partido Popular Partido Socialista Obrero Español Izquierda Unida Centro Democrático y Social | 39.007 30.634 8.635 5.803 | 43,48 34,14 9,62 6,47 | 13 10 2 |

#### Parres
- Alcalde: Manuel Millán García González (PSOE)
- Gobierno municipal: PSOE

| Partido                                                           | votos         | % votos           | Ediles |
| ----------------------------------------------------------------- | ------------- | ----------------- | ------ |
| Partido Socialista Obrero Español Partido Popular Izquierda Unida | 1.825 763 413 | 58,07 24,28 13,14 | 8 3 2  |

#### Peñamellera Alta
- Alcalde: Miguel Sarrión Morales (PP) (hasta el 25 de noviembre de 1994)

Enrique Sobero Molina (PP) (desde el 25 de noviembre hasta el 28 de noviembre de 1994)
Ramón Llamazares Noriega (PSOE) (desde el 28 de noviembre de 1994)
- Gobierno municipal: PP (hasta el 28 de noviembre de 1994)

PSOE y tránsfuga del PP (desde el 28 de noviembre de 1994)
| Partido                                           | votos   | % votos     | Ediles |
| ------------------------------------------------- | ------- | ----------- | ------ |
| Partido Popular Partido Socialista Obrero Español | 271 211 | 55,53 43,24 | 5 4    |

- Alcalde: Pedro Morán Medrano (PP)
- Gobierno municipal: PP

| Partido                                           | votos   | % votos     | Ediles |
| ------------------------------------------------- | ------- | ----------- | ------ |
| Partido Popular Partido Socialista Obrero Español | 577 557 | 50,53 48,77 | 5 4    |

#### Pesoz
- Alcalde: Antonio Cachán Losas (CDS)
- Gobierno municipal: CDS y PSOE

| Partido                                                                       | votos     | % votos           | Ediles |
| ----------------------------------------------------------------------------- | --------- | ----------------- | ------ |
| Partido Popular Centro Democrático y Social Partido Socialista Obrero Español | 101 81 46 | 45,02 35,06 19,91 | 3 1    |

#### Piloña
- Alcalde: Juan Ignacio Priede Llano (PSOE)
- Gobierno municipal: PSOE

| Partido                                                                                       | votos               | % votos                | Ediles |
| --------------------------------------------------------------------------------------------- | ------------------- | ---------------------- | ------ |
| Partido Socialista Obrero Español Partido Popular Centro Democrático y Social Izquierda Unida | 2.952 1.538 586 295 | 54,43 28,36 10,81 5,44 | 10 5 1 |

#### Ponga
- Alcalde: José Antonio Muñiz Jove (PSOE)
- Gobierno municipal: PSOE (en minoría)

| Partido                                                                       | votos       | % votos           | Ediles |
| ----------------------------------------------------------------------------- | ----------- | ----------------- | ------ |
| Partido Socialista Obrero Español Partido Popular Centro Democrático y Social | 218 151 138 | 42,66 29,55 27,01 | 3 2    |

#### Pravia
- Alcalde: Juan Manuel González Arias (PSOE)
- Gobierno municipal: PSOE y CDS

| Partido                                                                       | votos           | % votos         | Ediles |
| ----------------------------------------------------------------------------- | --------------- | --------------- | ------ |
| Partido Socialista Obrero Español Partido Popular Centro Democrático y Social | 2.499 2.287 309 | 46,6 42,64 5,76 | 8 1    |

#### Proaza
- Alcalde: Emilio Rodríguez-Vigil González-Torre (PSOE)
- Gobierno municipal: PSOE y AIMPRO

| Partido | votos          | % votos                 | Ediles |
| --- | -------------- | ----------------------- | ------ |
| Partido Popular Partido Socialista Obrero Español Agrupación Independiente del Municipio de Proaza Centro Democrático y Social | 230 221 206 78 | 30,87 29,66 27,65 10,47 | 3 2 1  |

#### Quirós
- Alcalde: Agustín Farpón Alonso (PSOE)
- Gobierno municipal: PSOE

| Partido                                                           | votos       | % votos           | Ediles |
| ----------------------------------------------------------------- | ----------- | ----------------- | ------ |
| Partido Socialista Obrero Español Izquierda Unida Partido Popular | 731 313 181 | 59,48 25,47 14,73 | 6 2 1  |

#### Ribadedeva
- Alcalde: Modesto Bordas Rodríguez (PSOE)
- Gobierno municipal: PSOE

| Partido                                                                       | votos       | % votos          | Ediles |
| ----------------------------------------------------------------------------- | ----------- | ---------------- | ------ |
| Partido Socialista Obrero Español Centro Democrático y Social Partido Popular | 623 494 191 | 47,2 37,42 14,47 | 6 4 1  |

#### Ribadesella
- Alcalde: Juan Antonio Ureta Sánchez (GSI) (hasta el 20 de noviembre de 1994)

Carlos Piélagos Pérez (GSI) (desde el 20 de noviembre de 1994)
- Gobierno municipal: GSI e IU (hasta el 20 de noviembre de 1994)

PSOE y tránsfugas del GSI (desde el 20 de noviembre de 1994)
| Partido                                                                                      | votos             | % votos                | Ediles |
| -------------------------------------------------------------------------------------------- | ----------------- | ---------------------- | ------ |
| Grupo Social Independiente Partido Socialista Obrero Español Partido Popular Izquierda Unida | 1.413 866 768 325 | 38,81 23,78 21,09 8,93 | 6 3 1  |

#### Ribera de Arriba
- Alcalde: José Ramón García Saiz (PSOE)
- Gobierno municipal: PSOE

| Partido                                                           | votos       | % votos           | Ediles |
| ----------------------------------------------------------------- | ----------- | ----------------- | ------ |
| Partido Socialista Obrero Español Izquierda Unida Partido Popular | 695 377 146 | 52,45 28,45 11,02 | 7 3 1  |

#### Riosa
- Alcalde: José Antonio Muñiz Álvarez (PSOE)
- Gobierno municipal: PSOE

| Partido                                                           | votos       | % votos           | Ediles |
| ----------------------------------------------------------------- | ----------- | ----------------- | ------ |
| Partido Socialista Obrero Español Izquierda Unida Partido Popular | 790 417 225 | 52,04 27,47 14,82 | 7 3 1  |

#### Salas
- Alcalde: José Manuel Menéndez Fernández (PSOE)
- Gobierno municipal: PSOE

| Partido                                           | votos       | % votos     | Ediles |
| ------------------------------------------------- | ----------- | ----------- | ------ |
| Partido Socialista Obrero Español Partido Popular | 3.008 1.388 | 66,39 30,63 | 9 4    |

#### San Martín de Oscos
- Alcalde: José Antonio Martínez Rodil (PSOE)
- Gobierno municipal: PSOE

| Partido                                                       | votos   | % votos     | Ediles |
| ------------------------------------------------------------- | ------- | ----------- | ------ |
| Partido Socialista Obrero Español Centro Democrático y Social | 261 117 | 60,84 27,27 | 5 2    |

#### San Tirso de Abres
- Alcalde: Jesús Ferreiro de la Torre (PSOE)
- Gobierno municipal: PSOE

| Partido                           | votos | % votos | Ediles |
| --------------------------------- | ----- | ------- | ------ |
| Partido Socialista Obrero Español | 348   | 89      | 7      |

#### Santa Eulalia de Oscos
- Alcalde: Francisco Castaño Pérez (IDS)
- Gobierno municipal: IDS

| Partido                                                                                  | votos      | % votos          | Ediles |
| ---------------------------------------------------------------------------------------- | ---------- | ---------------- | ------ |
| Independientes de Santalla Partido Socialista Obrero Español Centro Democrático y Social | 244 167 95 | 46,74 31,99 18,2 | 4 2 1  |

#### Santo Adriano
- Alcalde: José Ramón Menéndez Suárez (PSOE)
- Gobierno municipal: PSOE

| Partido                                           | votos  | % votos     | Ediles |
| ------------------------------------------------- | ------ | ----------- | ------ |
| Partido Socialista Obrero Español Partido Popular | 193 78 | 70,96 28,68 | 5 2    |

#### Sariego
- Alcalde: Francisco Javier Parajón Vigil (PROMUSA)
- Gobierno municipal: PROMUSA

| Partido | votos           | % votos                 | Ediles |
| --- | --------------- | ----------------------- | ------ |
| Independientes por el Progreso Municipal de Sariego Partido Popular Partido Socialista Obrero Español Izquierda Unida | 442 251 132 105 | 47,42 26,93 14,16 11,27 | 5 2 1  |

#### Siero
- Alcalde: Manuel Marino Villa Díaz (PSOE)
- Gobierno municipal: PSOE y CDS

| Partido | votos                         | % votos                      | Ediles   |
| --- | ----------------------------- | ---------------------------- | -------- |
| Partido Socialista Obrero Español Partido Popular Izquierda Unida Conceyu Independiente d'Asturies Centro Democrático y Social | 8.077 3.397 2.816 2.505 1.547 | 41,57 20,47 14,49 12,89 7,96 | 10 4 3 1 |

#### San Martín del Rey Aurelio
- Alcalde: Graciano Torre González (PSOE)
- Gobierno municipal: PSOE

| Partido                                                                                       | votos                   | % votos                | Ediles   |
| --------------------------------------------------------------------------------------------- | ----------------------- | ---------------------- | -------- |
| Partido Socialista Obrero Español Izquierda Unida Partido Popular Centro Democrático y Social | 6.409 3.644 1.827 1.134 | 47,87 27,22 13,65 8,47 | 11 6 3 1 |

#### Sobrescobio
- Alcalde: Ismael Méndez Suárez (PSOE)
- Gobierno municipal: PSOE

| Partido                                           | votos   | % votos    | Ediles |
| ------------------------------------------------- | ------- | ---------- | ------ |
| Partido Socialista Obrero Español Partido Popular | 262 196 | 50,1 37,48 | 4 3    |

#### Somiedo
- Alcalde: Alfredo Álvarez Arias (PSOE)
- Gobierno municipal: PSOE

| Partido                                           | votos   | % votos     | Ediles |
| ------------------------------------------------- | ------- | ----------- | ------ |
| Partido Socialista Obrero Español Partido Popular | 670 206 | 75,62 23,25 | 7 2    |

#### Soto del Barco
- Alcalde: Jaime José Menéndez Corrales (PSOE)
- Gobierno municipal: PSOE

| Partido | votos             | % votos               | Ediles |
| --- | ----------------- | --------------------- | ------ |
| Partido Socialista Obrero Español Por Un Concejo Más Justo Partido Popular Un Municipio En Progreso Centro Democrático y Social | 1.427 812 261 206 | 46,56 26,49 8,52 6,72 | 7 3 1  |

#### Tapia de Casariego
- Alcalde: Gervasio Acevedo Fernández (PP)
- Gobierno municipal: PP

| Partido                                                                       | votos         | % votos         | Ediles |
| ----------------------------------------------------------------------------- | ------------- | --------------- | ------ |
| Partido Popular Partido Socialista Obrero Español Centro Democrático y Social | 1.284 912 222 | 49,9 35,45 8,63 | 6 4 1  |

#### Taramundi
- Alcalde: Eduardo Lastra Pérez (PSOE)
- Gobierno municipal: PSOE

| Partido                                           | votos   | % votos     | Ediles |
| ------------------------------------------------- | ------- | ----------- | ------ |
| Partido Socialista Obrero Español Partido Popular | 489 124 | 78,37 19,87 | 7 2    |

#### Teverga
- Alcalde: José Ramón Álvarez Argüelles (PSOE)
- Gobierno municipal: PSOE e IU

| Partido                                                           | votos       | % votos          | Ediles |
| ----------------------------------------------------------------- | ----------- | ---------------- | ------ |
| Partido Socialista Obrero Español Izquierda Unida Partido Popular | 573 568 386 | 37,3 36,98 25,13 | 4 3    |

#### Tineo
- Alcalde: Francisco Javier Rodríguez Blanco (UCT)
- Gobierno municipal: UCT

| Partido                                                                     | votos           | % votos           | Ediles |
| --------------------------------------------------------------------------- | --------------- | ----------------- | ------ |
| Unidad Campesina de Tineo Partido Socialista Obrero Español Partido Popular | 3.966 2.683 963 | 47,16 31,91 11,45 | 9 6 2  |

#### Valdés
- Alcalde: Jesús Landeira Álvarez-Cascos (PSOE)
- Gobierno municipal: PSOE

| Partido                                           | votos       | % votos    | Ediles |
| ------------------------------------------------- | ----------- | ---------- | ------ |
| Partido Socialista Obrero Español Partido Popular | 4.655 3.505 | 52,6 39,61 | 10 7   |

#### Vegadeo
- Alcalde: Servanda García Fernández (PSOE)
- Gobierno municipal: PSOE

| Partido                                                           | votos         | % votos         | Ediles |
| ----------------------------------------------------------------- | ------------- | --------------- | ------ |
| Partido Socialista Obrero Español Partido Popular Izquierda Unida | 1.644 705 222 | 63,5 27,23 8,57 | 9 3 1  |

#### Villanueva de Oscos
- Alcalde: José Antonio González Braña (PSOE)
- Gobierno municipal: PSOE

| Partido                                                                        | votos     | % votos           | Ediles |
| ------------------------------------------------------------------------------ | --------- | ----------------- | ------ |
| Partido Socialista Obrero Español Partido Popular Juventud Independiente Unida | 187 90 49 | 49,21 23,68 12,89 | 4 2 1  |

#### Villaviciosa
- Alcalde: Asensio Martínez Cobián (PP)
- Gobierno municipal: PP y CDS

| Partido | votos                 | % votos               | Ediles  |
| --- | --------------------- | --------------------- | ------- |
| Partido Popular Partido Socialista Obrero Español Agrupación Liberal Independiente de Villaviciosa Centro Democrático y Social | 3.474 1.758 1.665 864 | 40,7 20,6 19,51 10,12 | 8 4 3 2 |

#### Villayón
- Alcalde: Ramón Rodríguez González (PP)
- Gobierno municipal: PP

| Partido                                                                       | votos       | % votos           | Ediles |
| ----------------------------------------------------------------------------- | ----------- | ----------------- | ------ |
| Partido Popular Partido Socialista Obrero Español Centro Democrático y Social | 903 408 261 | 55,26 24,97 15,97 | 6 3 2  |

#### Yernes y Tameza
- Alcalde: Valeriano Lorenzo Vázquez (IU)
- Gobierno municipal: IU

| Candidato | Partido | Votos       |  |
| --- | ------- | ----------- |  |
| Valeriano Lorenzo Vázquez José Delfín García Álvarez Alfredo García Suárez José Casares Fernández María de los Ángeles Suárez López | IU PSOE | 81 79 51 49 |  |

- Datos: Q117491417